# Депо (Вологодская область)
Депо — посёлок в Вытегорском районе Вологодской области.
Входит в состав Девятинского сельского поселения, с точки зрения административно-территориального деления — в Девятинский сельсовет.
Расположен на трассе А119. Расстояние по автодороге до районного центра Вытегры — 26 км, до центра муниципального образования села Девятины — 3 км. Ближайшие населённые пункты — Белый Ручей, Бродовская, Великий Двор.
По переписи 2002 года население — 2815 человек (1316 мужчин, 1499 женщин). Преобладающая национальность — русские (97 %).
В посёлке с 2006 года действует мини-ТЭЦ, работающая на отходах от переработки древесины.
В поселке расположена одноименная станция Белоручейской узкоколейной железной дороги